# Melaine Walker
Melaine Walker (* 1. Januar 1983 in Kingston) ist eine jamaikanische Hürdenläuferin, die auf ihrer Spezialstrecke 400 Meter Hürden im Jahr 2008 Olympiasiegerin und 2009 Weltmeisterin wurde. Mit einer Zeit von 52,42 s ist Walker auf Platz 6 der ewigen Weltbestenliste.

## Karriere
Bei den Juniorenweltmeisterschaften 1998 in Annecy gewann sie Bronze mit der 4-mal-100-Meter-Staffel, bei den Jugendweltmeisterschaften 1999 in Bydgoszcz folgte Silber im 200-Meter-Lauf. Bei den folgenden Juniorenweltmeisterschaften gewann sie im Jahr 2000 über 400 Meter Hürden eine Bronze- und mit der 4-mal-400-Meter-Staffel eine Silbermedaille. 2002 gewann sie eine Silbermedaille über 400 Meter Hürden.
Walker nahm an den Weltmeisterschaften 2001 in Edmonton teil, schied aber über 400 Meter Hürden bereits im Vorlauf aus. Bei den Zentralamerikanischen und Karibischen Spielen 2006 gewann sie Bronze über 400 Meter Hürden und Silber mit der 4-mal-400-Meter-Staffel. 2007 erreichte sie bei den Weltmeisterschaften in Osaka das Halbfinale und belegte beim Leichtathletik-Weltfinale in Stuttgart den dritten Platz. In beiden Jahren wurde sie zudem Jamaikanische Meisterin.
Bei den Olympischen Spielen 2008 in Peking gewann sie in neuer olympischer Rekordzeit von 52,64 s die Goldmedaille über 400 Meter Hürden. Ein Jahr später bei den Weltmeisterschaften 2009 in Berlin holte ihren ersten Weltmeistertitel und steigerte im Finallauf ihre persönliche Bestzeit auf 52,42 s. Mit der Zeit wurde Walker zur zweitschnellsten 400-Meter-Hürdenläuferin aller Zeiten. Im Jahr 2010 musste sie den größten Teil der Saison wegen einer Achillessehnenverletzung aussetzen. Im Jahr 2011 kehrte sie ins Wettkampfgeschehen zurück und wurde bei den Weltmeisterschaften in Daegu mit einer Zeit von 52,73 s Zweite hinter der US-Amerikanerin Lashinda Demus. Bei den Olympischen Spielen 2012 in London schied sie im Halbfinale mit einer Zeit von 55,74 s aus.
Walker studierte an der University of Texas at Austin und wird von Stephen Francis trainiert. Sie wurde 2008 zur Sportlerin des Jahres in Jamaika gewählt, sie teilte sich die in diesem Jahr zweifach vergebene Auszeichnung mit Veronica Campbell-Brown. Im selben Jahr wurde Walker der Order of Distinction (Officer Class) verliehen.

## Persönliche Bestzeiten
- 200 Meter: 23,51 s, 1999
- 400 Meter: 51,61 s, 22. März 2008, Kingston
- 100 Meter Hürden: 12,75 s, 9. Juni 2006, Sacramento
- 400 Meter Hürden: 52,42 s, 20. August 2009, Berlin